# Gębacz wielobarwny
Gębacz wielobarwny (Pseudocrenilabrus multicolor) – gatunek słodkowodnej ryby okoniokształtnej z rodziny pielęgnicowatych (Cichlidae) opisanej naukowo w 1903 roku przez niemieckiego akwarystę C.H. Schoellera pod nazwą Chromis multicolor. Jest pyszczakiem. Ze względu na swoją biologię i niewielkie wymiary stał się popularną rybą akwariową.

## Występowanie
Środkowowschodnia Afryka – Egipt, Kenia, Rwanda, Sudan, Tanzania i Uganda. Opisano 2 podgatunki:
- P. m. multicolor (Schoeller, 1903) – podgatunek nominatywny opisany z jeziora Buhajrat Marjut (Mareotis)[6], występował w Egipcie, gdzie prawdopodobnie wyginął; w klasyfikacji IUCN zaliczony został do kategorii DD (niedostatecznie rozpoznany)[7],
- P. m. victoriae Seegers, 1990 – opisany z południowo-zachodniej Ugandy[6], jest szeroko rozprzestrzeniony w Kenii, Tanzanii i Ugandzie, w zlewiskach jezior Wiktorii i Kanyaboli, zaliczony do kategorii LC (najmniejszej troski)[8]. Podgatunek jest obecnie uważany za synonim Pseudocrenilabrus multicolor[6]

Tryb życia w naturze to strefa środkowa i przydenna gdzie buduje kryjówki wśród korzeni lub głazów w wodzie o piaszczystym podłożu.

## Wygląd
Ryba ta dorasta 8 cm długości. Ma dość dużą głowę. Ciało o barwie gliniastordzawej, brunatnej, z błyszczącymi łuskami, które mienią się barwami tęczy. Na płetwach grzbietowe, ogonowej i odbytowej umiejscowione są plamki w kolorze błękitnym i czerwonym.

## Dymorfizm płciowy
Samiec barwniejszy, samica mniejsza i mniej barwna, worek gardłowy dla wychowywania narybku bardziej uwidoczniony.

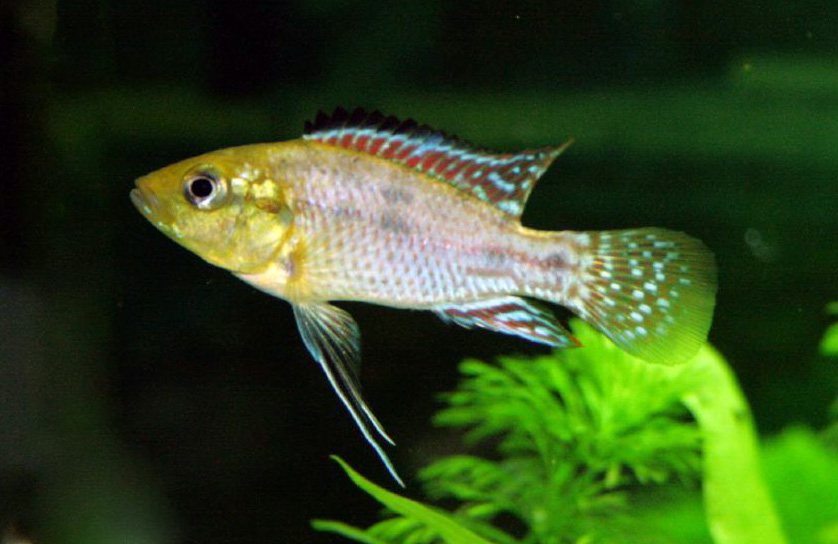
Samiec
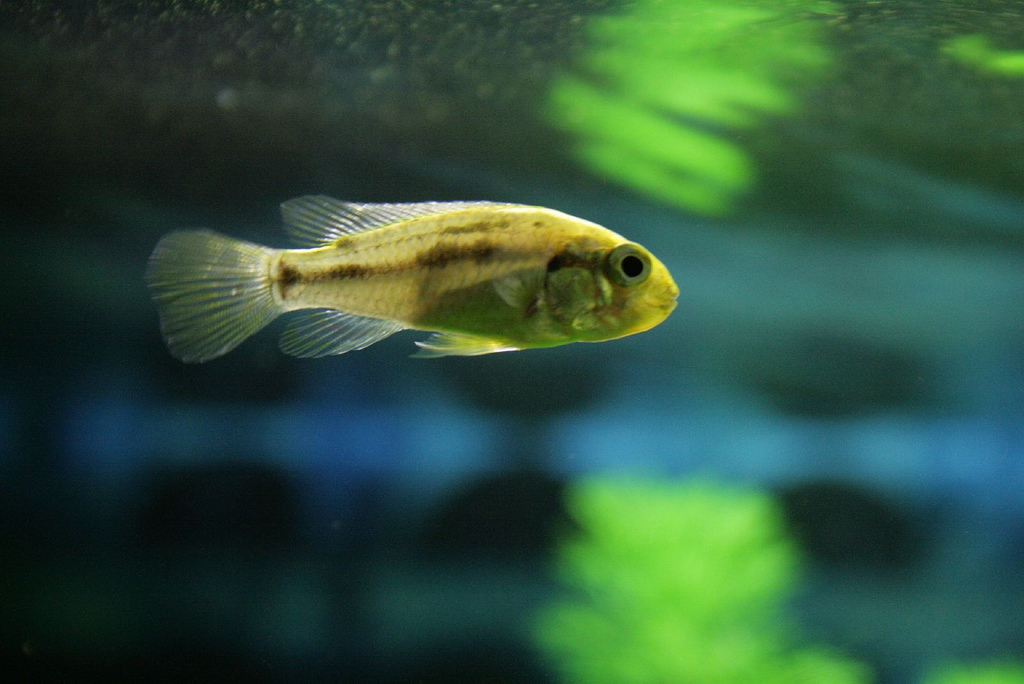
Samica

## Warunki w akwarium
| Zalecane warunki w akwarium | Zalecane warunki w akwarium          |
| --------------------------- | ------------------------------------ |
| Zbiornik                    | średni (od 60 cm długości) do dużego |
| Temperatura wody            | 20–26 °C                             |
| Twardość wody               | miękka do średnio twardej            |
| Skala pH                    | 6–7,5                                |
| pokarm                      | żywy i suchy, mrożony                |

## Warunki hodowlane
W stosunku do innych ryb jest rybą spokojną. Najlepiej czuje się z innymi łagodnymi rybami w akwarium obsadzonym roślinami, z kryjówkami dla samicy. Gębacze wielobarwne najlepiej hodować parami.

## Pożywienie
- Żywy: dafnia (inaczej rozwielitka), rureczniki, ochotka, larwy komara, pierścienice z rzędu wazonkowców, skorupiaki oczliki, dżdżownice, niekiedy zjada młode ryby[11]
- Suchy: suszona dafnia, płatki witaminizowane, pokarm suszony w tabletkach
- Mrożony: rurecznik, ochotka, larwy komara

## Rozmnażanie
W okresie tarła woda powinna być cieplejsza o 2–3 °C. Samiec przybiera godową barwę, na płetwie odbytowej pojawia się „kaszka” na podobieństwo ikry. W stosunku do samic zaczyna przyjmować bardziej agresywne zachowania. W piaszczystym podłożu wykopuje dołek, w którym samica składa ikrę. Ikra zostaje zapłodniona przez samca, po czym samica zbiera ją do pyska. Będąc w pysku ikra zostaje ponownie zapłodniona przez samca dla zapewnienia rozwoju jak największej liczby jaj. Ikra jest inkubowana w pysku samicy do czasu wyklucia się larw. Po tarle najlepiej jest odłowić samca dla zapewnienia bezpieczeństwa młodym.
Rozwój jaj odbywa się w jamie ustnej samicy, w specjalnie w tym celu występującej workowatej gardzieli. Trwa on 10–16 dni (zależnie od temperatury wody), po czym narybek w liczbie 15–100 zaczyna opuszczać pysk matki, pozostając w dalszym ciągu pod jej baczną opieką. W chwili zagrożenia młode ryby natychmiast ukrywają się w jamie gębowej matki. Tam też chronią się na okres nocy.
Odżywianie narybku rozpoczyna się od drobnego „pyłu” planktonu, słonaczka (solowca).